# انتخابات بلدية إسطنبول (يونيو 2019)
انتخابات بلدية إسطنبول يونيو 2019 هي إعادة انتخابات مارس التي قرر المجلس الأعلى للانتخابات إلغائها والتي فاز بها أكرم إمام أوغلو على بن علي يلدرم. وقد تم إجراء إعادة الانتخابات في 23 يونيو 2019.

## استطلاعات الرأي
| التاريخ   | المستفتي  | حجم الاستطلاع | حزب العدالة والتنمية | حزب الشعب الجمهوري | أخرى   | غير مؤكد |      |     |   |
| --------- | --------- | ------------- | -------------------- | ------------------ | ------ | -------- | ---- | --- | - |
| التاريخ   | المستفتي  | حجم الاستطلاع | 15-20 May            | MAK                | 11,000 | 48.2     | 50.3 | 1.5 | - |
| 21-22 Apr | Konsensus | 1,040         | 48.1                 | 50.2               | 1.7    | -        |      |     |   |

## نتائج
يوضح الجدول التالي النتائج الأولية لانتخابات بلدية إسطنبول، مع فرز أكثر من 99٪ من الأصوات. سيتم نشر النتائج الرسمية من قبل المجلس الأعلى للانتخابات. اعترف كل من يلدريم وأردوغان بالهزيمة وهنأوا أكرم إمام أوغلو على إعادة انتخابه رئيسا لبلدية إسطنبول.

المناطق التي فاز بها أكرم إمام أوغلو (أحمر) وبن علي يلدرم (برتقالي)

| Candidats              | Candidats              | Partis                 | Voix       | %      |
| ---------------------- | ---------------------- | ---------------------- | ---------- | ------ |
|                        | أكرم إمام أوغلو        | حزب الشعب الجمهوري     | 4٬741٬868  | 54,21  |
|                        | بن علي يلدرم           | حزب العدالة والتنمية   | 3٬935٬453  | 44,99  |
|                        | نجدت Gökçınar          | حزب السعادة            | 47٬829     | 0,55   |
|                        | مصطفى ايلكر يوسيل      | حزب وطني               | 14٬545     | 0,17   |
|                        | المستقلين              | المرشحين المستقلين     | 6٬769      | 0,08   |
|                        |                        |                        |            |        |
| أصوات صالحة            | أصوات صالحة            | أصوات صالحة            | 8٬746٬464  | 98,00  |
| أصوات فارغة وغير صالحة | أصوات فارغة وغير صالحة | أصوات فارغة وغير صالحة | 178٬599    | 2,00   |
| مجموع                  | مجموع                  | مجموع                  | 8٬925٬063  | 100,00 |
| امتناع                 | امتناع                 | امتناع                 | 1٬645٬291  | 15,57  |
| مسجل / مشاركة          | مسجل / مشاركة          | مسجل / مشاركة          | 10٬570٬354 | 84,43  |